# اچ‌ام‌اس اینورنس (ام۱۰۲)
اچ‌ام‌اس اینورنس (ام۱۰۲) (به انگلیسی: HMS Inverness (M102)) یک کشتی است که طول آن 52.5 m می‌باشد. این کشتی در سال ۱۹۹۰ ساخته شد.